# Савка Марія Володимирівна
Марія Володимирівна Савка (нар. 14 січня 1963, місто Долина Івано-Франківської області) — українська діячка, 1-й заступник голови Івано-Франківської обласної державної адміністрації, тимчасовий виконувач обов'язків голови Івано-Франківської обласної державної адміністрації (з 11 червня до 1 серпня 2019 року). З 9 листопада по 24 грудня 2020 року знову була тимчасовим виконувачем обов'язків голови Івано-Франківської обласної державної адміністрації.

## Життєпис
У вересні 1980 — червні 1985 року — студентка Львівського політехнічного інституту імені Ленінського комсомолу, «автомобільні дороги», інженер-будівельник.
У серпні 1985 — травні 1988 року — економіст шляхової дільниці відділу Рогатинської шляхово-ремонтної будівельної дільниці Івано-Франківської області. У травні 1988 — серпні 1994 року — інженер-економіст по плануванню Рогатинської шляхово-ремонтної будівельної дільниці. У серпні 1994 — вересні 1995 року — майстер по будівництву Рогатинської шляхово-ремонтної будівельної дільниці Івано-Франківської області.
У жовтні 1995 — серпні 2000 року — начальник виробничо-технічного відділу Рогатинської шляхово-ремонтної будівельної дільниці Івано-Франківської області. У серпні 2000 — червні 2002 року — начальник виробничо-технічного відділу Рогатинського районного дорожнього державного підприємства Івано-Франківської області.
У червні — листопаді 2002 року — фінансовий директор ВАТ «Хлібодар» міста Рогатин Івано-Франківської області.
У листопаді 2002 — серпні 2003 року — директор ЗАТ «Хлібінвест» міста Рогатин Івано-Франківської області.
У серпні 2003 — квітні 2005 року — начальник головного управління сільського господарства і продовольства Івано-Франківської обласної державної адміністрації.
У квітні 2005 — серпні 2006 року — заступник начальника департаменту птахівництва ТзОВ «Станіславська торгова компанія» міста Івано-Франківськ.
У вересні — жовтні 2006 року — директор сільськогосподарського підприємства «Загвіздянський» ЗАТ «Авангард» села Загвіздя Тисменицького району Івано-Франківської області. У жовтні 2006 — червні 2007 року — в.о. директора ЗАТ «Авангард» села Загвіздя Тисменицького району Івано-Франківської області. У червні 2007 — квітні 2010 року — директор ЗАТ «Авангард» села Загвіздя Тисменицького району Івано-Франківської області.
У червні 2010 — квітні 2012 року — в.о. голови правління — директора ВАТ «Володимирцукор» міста Володимир-Волинський Волинської області. У квітні 2012 — січні 2014 року — директор ВАТ «Володимирцукор» міста Володимир-Волинський Волинської області.
У січні 2015 — жовтні 2016 року — директор департаменту агропромислового розвитку Івано-Франківської обласної державної адміністрації.
З жовтня 2016 року — перший заступник голови Івано-Франківської обласної державної адміністрації.
З 11 червня до 1 серпня 2019 року — тимчасовий виконувач обов'язків голови Івано-Франківської обласної державної адміністрації.
З 9 листопада по 24 грудня 2020 року — тимчасовий виконувач обов'язків голови Івано-Франківської обласної державної адміністрації.

## Нагороди та звання
- Орден княгині Ольги III ступеня (2009)[3]
- Почесне звання «Заслужений працівник сільського господарства України» (2015)[4]
- трудова відзнака «Знак пошани» (2008)